# Ciccus viridivitta
Ciccus viridivitta är en insektsart som först beskrevs av Walker 1851.  Ciccus viridivitta ingår i släktet Ciccus och familjen dvärgstritar. Inga underarter finns listade i Catalogue of Life.